# 捍衛戰士
是一部於1986年上映的美國動作劇情片，由托尼·斯科特執導，吉姆·卡什與傑克·艾普斯二世編劇，原型是《加州雜誌》1983年5月號上介紹美國海軍戰鬥機武器學校（俗稱Topgun）的文章《Top Guns》。本片講述桀傲不遜的年輕F-14戰機海軍飛行員彼得·「獨行俠」·米契爾（湯姆·克魯斯飾演）獲選進入位在米拉马海军陆战队航空站的Topgun接受訓練，並與一眾菁英切磋、與女教官（凱莉·麥吉莉絲飾演）相戀的故事。
本片的製作歷程始於1983年，製片人唐·辛普森與傑瑞·布洛克海默買下《加州雜誌》文章的電影版權。兩名製片人尋求軍方提供協助，最終軍方同意劇組在軍事設施拍片，並出借二十幾架戰鬥機，許多軍方人士也參與其中。劇本初稿一度不受認可，導致企劃遭到擱置，直到1984年12月才正式獲得綠燈。主體拍攝自1985年6月26日啟動，軍事相關的場景在航空母艦、米拉马海军陆战队航空站和法隆海軍航空站等處拍攝，其餘則主要在加利福尼亚州取景。除了實際開火交戰的橋段，電影中的飛行鏡頭大多為實際拍攝，由真正的Topgun飛行員駕駛戰鬥機，其中少數幾次演員會坐在後座一同升空。
《捍衛戰士》於1986年5月16日在美國上映，以1.76億美元的國內票房成為1986年全美票房冠軍。本片在觀眾評價及票房上取得成功，空中飛行橋段也得到影評人的一致讚許，但許多影評人指摘其劇本俗套、角色塑造單薄且侷限等。本片在第59届奥斯卡金像奖入圍四個獎項，插曲令我神魂顛倒拿下最佳原创歌曲，而包含該曲在內的多首電影配樂在各大音樂榜單上也有優良表現。本片被視為促進美國募兵人數的電影，也影響海軍和戰鬥機飛行員在大眾眼中的形象。本片在影史上也有重要的地位，美國國會圖書館在2015年將本片列入國家影片登記表加以保存。續集《捍衛戰士：獨行俠》於2022年上映。

## 劇情大綱
彼得·「獨行俠」·米契爾上尉是一位桀傲不遜的年輕F-14戰機海軍飛行員，因為優秀的飛行技術與機緣而獲選加入美國海軍最頂尖的飛行訓練單位美國海軍戰鬥機武器學校（俗稱Topgun）。在飛行學校中，米契爾遇到該校的女教官夏綠蒂並與其發展出戀情。
但米契爾在一次飛行訓練中，因為引擎捲入亂流熄火而墜機，導致搭檔的雷達攔截官（RIO）尼克·「呆頭鵝」·布雷德蕭中尉在彈射逃生時意外喪生，因此陷入低潮。正當飛行學校的訓練結束，米契爾一行人參加結訓典禮時，突然傳來上級的命令要求他們趕赴正在印度洋地區巡弋的企業號航空母艦報到，以馳援因為故障而受困在危險海域中的美方情報蒐集船。
在戰鬥巡邏任務中，巡邏小隊突然遭到6架米格28伏擊，而米契爾則被安排在駕駛艙待命準備隨時出擊，在其中一架僚機被擊落後奉命緊急升空救援。原本米契爾還困在喪友之痛中無心戰鬥，甚至一度脫離戰場而受到大夥們的責難，但最終他克服低潮重新振作，成功地擊退敵人，獲得全艦人員英雄式的迎接。事後，米契爾选择回到飞行学校任职教官，並與夏綠蒂重逢。

## 演員
- 湯姆·克魯斯飾演彼得·「獨行俠／小孤牛」[註 4]·米契爾上尉（LT Pete "Maverick" Mitchell），美國海軍F-14戰機飛行員，父親是於越戰戰死的王牌飛行員。
- 凱莉·麥吉莉絲飾演夏綠蒂·「恰莉」·布萊克伍德（Charlotte "Charlie" Blackwood），天体物理学博士，飛行學校聘用的民間教官。
- 方·基墨飾演湯姆·「冰人」·卡贊斯基上尉（Lt. Tom "Iceman" Kazansky），F-14戰機飛行員，米契爾的競爭對手。
- 安東尼·愛德華飾演尼克·「呆頭鵝」·布雷德蕭中尉（LTJG Nick "Goose" Bradshaw），F-14戰機雷達攔截官（英语：Weapon systems officer）（Radar Intercept Officers，RIO）。
- 湯姆·史基瑞（英语：Tom Skerritt）飾演麥克·「毒蛇」·麥卡佛中校（CDR Mike "Viper" Metcalf），中隊長。
- 麥可·艾朗賽飾演瑞克·「小丑」·希瑟利少校（LCDR Rick "Jester" Heatherly），海軍飛行員。
- 約翰·史塔威爾飾演比尔·「美洲狮」·科特尔上尉（LT Bill "Cougar" Cortell），獨行俠的前僚機。
- 巴里·塔布（英语：Barry Tubb）飾演倫納德·「狼人」·沃爾夫中尉（LTJG Leonard "Wolfman" Wolfe），好萊塢的雷達攔截官。
- 瑞克·羅索維奇（英语：Rick Rossovich）飾演羅恩·「滑雪人／滑塊」·克納（LTJG Ron "Slider" Kerner），冰人的雷達攔截官。
- 提姆·羅賓斯飾演山姆·「大法師／梅林」·威爾斯中尉（LTJG Sam "Merlin" Wells），接替呆頭鵝的F-14戰機雷達攔截官。
- 惠普·哈柏雷（英语：Whip Hubley）飾演瑞克·「好萊塢」·內文上尉（LT Rick "Hollywood" Neven），來自飛行學校的學生和冰人的僚機。
- 詹姆士·托根飾演湯姆·「毒刺」·賈迪安中校（CDR Tom "Stinger" Jardian），企業號航空母艦航空大隊的指揮官。
- 梅格·萊恩飾演卡蘿·布雷德蕭（Carole Bradshaw），呆頭鵝的妻子。
- 亞德里恩·培斯特（英语：Adrian Pasdar）飾演查爾斯·「刨刀」·派珀上尉（LT Charles "Chipper" Piper），海軍飛行員和飛行學校的學生。

## 製作團隊
取自片頭製作人員名單：
- 導演：托尼·斯科特
- 編劇：吉姆·卡什（英语：Jim Cash）、傑克·艾普斯二世（英语：Jack Epps Jr.）
- 選角：瑪傑麗·西姆金（Margery Simkin）
- 配樂：哈羅德·方特梅耶（英语：Harold Faltermeyer）
- 剪輯：克里斯·萊本森（英语：Chris Lebenzon）、比利·韋伯（英语：Billy Weber）
- 美術設計：約翰·F·迪庫爾二世（英语：John DeCuir）
- 攝影指導：傑佛瑞·金博爾（英语：Jeffrey L. Kimball）
- 製片人：唐·辛普森、傑瑞·布洛克海默
- 聯合製片人：華倫·史卡倫（英语：Warren Skaaren）
- 執行製片人：比爾·巴達拉托（Bill Badalato）
- 製片公司：唐·辛普森/傑瑞·布洛克海默影業（英语：Don Simpson/Jerry Bruckheimer Films）
- 出品：派拉蒙影業

## 製作過程

### 開端
《加州雜誌》1983年5月號上刊登了一篇介紹美國海軍戰鬥機武器學校（俗稱Topgun）的文章《Top Guns》，作者為艾胡德·約納（Ehud Yonay）。當時還在製作電影《闪舞》的製片人搭檔唐·辛普森與傑瑞·布洛克海默在辦公室讀了到該文章，並在幾小時內就出手購買版權。布洛克海默注意到文章附圖的視覺概念充滿吸引力，還有標題「Top Guns」。辛普森指出該文章充滿各種要素和細節，並表示：「（電影中的學校）是一所只收前1%戰鬥機飛行員的學校，這些人是那個領域中頂尖中的頂尖，而我們的直覺認為這是個非常好的故事。」
為了使電影在真實性上合格，兩名製片人前往五角大廈，希望海軍在拍攝時提供全面協助。辛普森之前在拍《軍官與紳士》時未能說服軍方，所以該片無法包含空中鏡頭，然而《軍官與紳士》一炮而紅，促進了募兵人數，使軍方改變了態度。雖然當時《捍衛戰士》劇本還沒寫好，軍方高層在會面後仍接受了提案，開出的條件是電影必須正當描寫軍方。海軍引薦了一名前Topgun教官皮特·佩蒂格魯來擔任技術顧問。1983年8月，報導稱辛普森與布洛克海默因為《闪舞》大獲成功，而和派拉蒙影業簽下涵蓋多部電影企劃的合作契約。派拉蒙影業的高層之一杰弗瑞·卡森伯格雇用吉姆·卡什與傑克·艾普斯二世來擔任《捍衛戰士》的編劇，其中艾普斯擁有私人飛行執照。

### 企劃與編劇
製作團隊在海軍的准許下進入Topgun所在的米拉马海军陆战队航空站，參與經解密的簡報會。編劇對年輕飛行員（學生或教官）的態度進行研究，還坐進了F-14後座體驗飛行。在這次參訪中，艾普斯發現航空站裡的軍人們大多滿口術語和行話，他幾乎無法理解。因為如此，劇本中沒有任何專有名詞的解釋，艾普斯稱那就是他們說話的方式。卡什與艾普斯也根據該次經驗，認為這種飛行就像是一種極致的運動，而《捍衛戰士》的關鍵便在於飛行員們有多少能耐。兩人將《捍衛戰士》定位成一部關於「卓越」的運動電影，聚焦在「運動」多過於「軍事」。
卡什住在兰辛，艾普斯住在加州，兩人透過長程通話來一同編劇。佩蒂格魯也一起編寫劇本。劇本初稿因為描繪了太多「意外事故」而遭軍方拒絕，劇本裏頭包含一場空中相撞和一場航母甲板墜毀，有違海軍良好的安全紀錄並使其觀感不佳。呆頭鵝在初稿中死於空中相撞，此設定遭到駁回，於是兩人向佩蒂格魯求助。編劇最後採用一場真實發生在米拉马航空站的死亡事故，當時一名副駕駛員在戰鬥機失控打轉時試圖彈射，結果死亡。初稿的片名沿用雜誌文章之標題「Top Guns」，但軍方要求去掉「s」，變成「Top Gun」。最後，第一稿劇本標示於1984年5月18日完成，一共120頁，費時6個月。
然而，兩名製作人和派拉蒙並不滿意卡什和艾普斯的劇本，認為太冗長、耗資過鉅、敘事不對。第二版劇本又花了2個月，但結果更不滿意。派拉蒙的三大高層巴里·迪勒、邁克·艾斯納和卡森伯格開始不看好《捍衛戰士》，打算讓該企劃調頭。據布洛克海默的說法，因為當時有一部同為軍中飛行員題材的電視劇《荣耀的呼唤》失敗，所以派拉蒙對企劃興致缺缺。經過布洛克海默與辛普森的遊說後，艾斯納轉為支持態度。兩名製片人開始招兵買馬，但劇本始終沒有完成，使派拉蒙的態度再次冷淡。後來，艾斯納與卡森伯格離開派拉蒙，於1984年10月新上任的製片主任奈德·泰南很欣賞企劃，12月時企劃得到批准。1985年2月底，擁有航空背景的編劇奇普·普羅瑟（Chip Proser）受聘修改劇本。幾周後，普羅瑟交出另一份劇本，當中包含一個關鍵的修改，即是將女主角設定為海軍顧問夏綠蒂。女主角的設定最初是一名參軍的女性，但海軍禁止軍官之間或者軍人之間的戀愛，卡什和艾普斯的版本則將女主角描寫為体操教師，但遭到批評。普羅瑟的修訂工作持續到1985年4月，赤膊沙灘排球橋段也是出自他的手筆。
1985年3月28日，根據《每日綜藝報》報導，本片將由東尼·史考特執導演筒。製片人找尋拍過戰鬥機畫面的導演，而史考特曾為绅宝汽车拍攝廣告「無人能及」（Nothing On Earth Comes Close），當中有紳寶900與紳寶戰鬥機的地空競速。史考特的第一部導演電影《血魔》票房挫敗，他決定放棄執導前景不佳的，投身參與《捍衛戰士》。史考特一開始無法理解製片人的願景，只想把《捍衛戰士》拍成發生在航空母艦上的《现代启示录》，並不確定自己是否有興趣參與。但最後他終於想通了，即本片是爆米花電影，且飛行員是天空中的搖滾明星。

### 選角與劇本重寫
1984年12月，辛普森和布洛克海默表示，他們期望的主演類型是湯姆·克魯斯、西恩·潘、米基·洛克和史蒂芬·鮑爾這類的演員。1985年3月28日，根據《每日綜藝報》報導，本片將由克魯斯擔任男主角。克魯斯在1983年首次接到《捍衛戰士》的片約，但他當時忙於演出雷利·史考特導演的《黑魔王》。後來雷利·史考特將克魯斯介紹給弟弟東尼·史考特，這才促成克魯斯演出本片。據布洛克海默的說法，製片方因為《保送入學》而看上克魯斯，很早就與他保持連繫並邀他到辦公室談。但在約一年半的籌拍期中，克魯斯遲遲沒有答應。於是布洛克海默和海軍談妥，安排克魯斯到埃爾森特羅海軍航空站與美國海軍藍天使特技飛行隊共飛，下飛機後，克魯斯便表態要加入。由於對該片很感興趣，克魯斯也主動請求參與製作環節和劇本編寫。在克魯斯加入之前，馬修·莫汀因為政治理念的關係回絕了飾演米契爾的邀約。為了演出，克魯斯換上了軍人的造型，頭髮剪短，並在開拍前於聖地牙哥練習駕馭重型機車。飛行方面，克魯斯提前三個月前往米拉马海军陆战队航空站，與飛行員相處（例如一同吃喝），並學習開飛機和相關軍事知識。克魯斯與美國海軍藍天使特技飛行隊共乘飛機，並坐進過TA-4單引擎訓練機。在拍完本片的多年後，克魯斯本人也成為了合格的飛行員。
在預定開拍時間（1985年6月）的幾周前，克魯斯不滿意他要飾演的角色和整體故事，瀕臨退出。1985年4月底，華倫·史卡倫受聘改寫劇本，派拉蒙製片總裁道恩·史蒂爾看重的是史卡倫擁有塑造角色的訣竅，可以滿足克魯斯這種演員。經過與兩名製片人、導演史考特與克魯斯討論後，史卡倫敲定了要保留的橋段，在5月一開始用五天完成了初稿。根據克魯斯的說法，修改後的劇本和最初的劇本截然不同，一開始的樣貌遠非商業性的熱門大片。1985年5月稍晚，方·基默與安東尼·愛德華加入劇組，前者飾演克魯斯在電影中的競爭對手。當時基默的經紀人和克魯斯的是同一個，所以基默很早就聽說《捍衛戰士》這個企劃。冰人的試鏡在紐約舉行，根據基默的說法，他在經紀人的壓力下參加，因為無意參演而嘗試故意搞砸試鏡，但最後還是被充滿熱情的導演史考特拉進劇組。史考特認為冰人是個「偏離中心、黑暗、奇怪但長得俊的傢伙」，和克魯斯是很好的對比。基默想像出冰人的父親來幫助自己演戲，其形象是冷酷而疏遠的。
1985年6月，凯莉·麦吉利斯確認飾演女主角夏綠蒂，在她加入之後，女主角的角色原型也敲定為克莉絲汀·福克斯。據福克斯回顧，當時他們要找出麦吉利斯和海軍上將湯瑪斯·J·卡西迪二世（Thomas J. Cassidy Jr.）都能接受的形象。麦吉利斯不接受體操運動員和有氧運動教練，上將則反對海軍軍官，而身分為海軍民間雇員的福克斯成了最終方案。辛普森看過電影《證人》後選上麦吉利斯，稱她具備聰慧才智：「（我們要找的人）可以用一種具說服力的方式撐起場面，而且不靠咄咄逼人和霸道就顯得專業。」東尼·史考特也指出，雖然派拉蒙期望女主角要年輕一點，不過要在眾飛行員們面前站出來並說行話，女演員需具備散發成熟感的外觀，而麦吉利斯相當適合。派拉蒙覺得在演對手戲時，麦吉利斯（5英尺10英寸 [178]）的身高明顯高於克魯斯（5英尺7英寸 [170]）是一個問題，麦吉利斯回憶道，當時她全程只穿襪子不穿鞋演戲，並盡可能縮小自己的身形。在麦吉利斯之前，有四位女演員曾獲選為該角試鏡：女模特兒茱莉安·菲利浦斯、黛米·摩尔、蘇珊·海斯（Susan Hess）和达芙妮·祖尼加。

### 拍攝

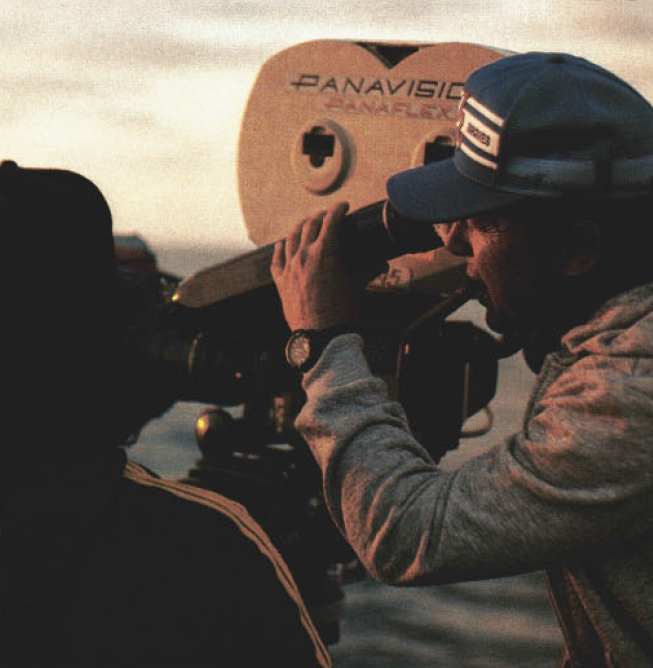
《捍衛戰士》拍攝過程中的照片，出自《水手雜誌》

為了拍片用途，海軍讓劇組使用米拉马海军陆战队航空站、四艘航空母艦和約二十幾架F-14雄貓式戰鬥機、F-5戰鬥機與A-4天鷹式攻擊機。這些設施和載具總價達數十億美元，劇組支付了180萬美元的使用費。1985年6月26日，主體拍攝在加州歐申賽德開始，預算是1300萬至1350萬美元。隨後劇組移師到米拉马海军陆战队航空站拍攝幾個星期。1985年7月中旬，劇組在停泊於科罗纳多的遊騎兵號航空母艦上拍攝。1985年8月，劇組兵分兩路，派出一方前往企業號航空母艦上拍攝，艦上的拍攝約進行了四、五天。之後，劇組前往法隆海軍航空站，拍攝實際的空戰鏡頭。本片也於北岛海军航空站軍官俱樂部、中国湖海军航空武器站和太平洋飛彈試驗中心拍攝。劇中呆頭鵝在酒吧中演唱巨大火球的橋段，拍攝於聖地牙哥的餐廳兼酒吧堪薩斯城烤肉店。劇組於1985年7月的其中兩天在餐廳拍片。劇中夏綠蒂的住處取景於「葛雷夫斯之家」（The Graves house），該房屋位於歐申賽德，落成於1888年，離海灘很近。派拉蒙影業將該房屋租下兩個星期進行拍攝，其也因此成為觀光景點。
布洛克海默選擇傑佛瑞·L·金博爾擔任攝影指導，看上金博爾在《豹妹》（布洛克海默作品）第二攝影組一職的表現以及廣告作品（與導演史考特合作）。金博爾與史考特首先花費很多時間研究早期的同類電影：《太空先鋒》和。電影採用超35格式拍攝。金博爾使用Panavision設備來拍攝地面和船上的戲碼，Steadicam則用於拍攝飛行員跑向飛機的橋段。在米拉马海军陆战队航空站和航空母艦拍攝時，環境都充斥著噪音，足以擾亂劇組人員拍攝。在航空母艦上，因為噪音的關係，劇組會在日出時海軍清理甲板時拍對白戲碼，在那幾個小時中飛機比較少，比較安靜。一天的拍攝結束後，劇組必須對攝影設備進行大規模的清理，因為海上的空氣充滿鹽分。燈光方面，金博爾與史考特每天都會和航空母艦的領航員協調，以在各個場景中全面使用自然日照光，除了後期的片場拍攝橋段外，本片沒有使用白熾燈來打光。
除了飛行員以外，許多中隊和個別軍方人士參與了實際拍攝。第11、第124和第211戰鬥機中隊的飛行員出現在某些場景的背景中。這些軍人雖是自願想要出鏡，但還得經過試鏡。第一直升機作戰保障中隊（HC-1）的搜救游泳學校協助拍攝米契爾和呆頭鵝跳傘墜海的橋段，該橋段是全片最難拍的橋段之一。該中隊訓練克魯斯和愛德華在水中求生，其成員也負責在拍攝時將兩名落水的演員拉起至直升機。實際拍攝在開放海域進行，共花了兩天，克魯斯和愛德華必須泡在冰冷的海水裡，並面臨許多風險。1986年5月，海軍頒發獎牌給兩名海軍士官約翰·巴特勒（John Buttler）和達瑞爾·希爾瓦（Daryl Silva），因為兩人在拍攝該橋段的期間曾協助救援溺水的克魯斯和一名特技演員。
1985年9月16日下午，參與本片的資深好萊塢特技飛行員亞特·舒爾在太平洋海域墜機落海，未被尋獲，被認定死亡，享年53歲。主體拍攝進行至1985年10月左右，劇組之後於1986年3月在芝加哥補拍男女主角的戲碼，包含進入電梯的橋段和兩人的床戲。麥吉莉絲當時在拍《天上人間》，不能修剪頭髮，所以劇組讓她在電梯橋段戴上一頂棒球帽。床戲則因為麥吉莉絲的髮色成了深棕色，而拍成只有剪影的樣子。

### 飛行鏡頭
相較於大量依賴微縮模型的同時期電影《太空先鋒》，《捍衛戰士》中絕大多數的飛行鏡頭都是以攝影機實拍飛行中的戰鬥機（由真正的Topgun飛行員駕駛），只有少部分使用特效，例如關鍵的墜機橋段和大半的空戰畫面。軍方提供約20名飛官。海軍原本預期美国陆军第101空降师的飛行員會輪番上場拍攝飛行場景，但導演史考特為了呈現連貫性而不這麼做。大部分的F-14飛行由勞埃德·「呆瓜」·艾伯少校（Lloyd ″Bozo″ Abel）與班·施奈德中尉（Ben Schneider）操演，真正的Topgun教官則駕駛演練用的模擬敵機。部分演員實際坐在戰鬥機的後座升空，劇組放置了一台拍攝後座人員的攝影機，拍起來就像是演員正在駕駛戰鬥機一樣。艾伯載克魯斯飛過三次。極度複雜的戰鬥機纏鬥訓練由史考特、飛行協調員迪克·史蒂文斯（Dick Stevens）和Topgun司令勞勃·F·威拉德編排，並由真實的Topgun飛官和駐紮在米拉马的飛行員實際執行。製片方租借戰鬥機只需支付燃料費，每小時7,600美元。一台F-14的價值達3600萬美元以上，遠高於本片預算，佩蒂格魯表示如果有一台戰鬥機墜毀，派拉蒙就會破產，所以安全相當於一切。
1985年8月，航拍攝影師克雷·雷西在加州為本片拍攝飛行鏡頭，使用的是他研發的Astrovision技術：在另一架里爾噴射機上安裝攝影設備，與其他戰鬥機共飛並拍攝飛行鏡頭。另一方面，為了取得近距離和不同角度的畫面，劇組經過軍方的審查及批准，於F-14的外部安裝由駕駛員操作的攝影機。劇組在機身放置四個基座，並和格鲁门公司合作在駕駛艙內部追加兩架35毫米攝影機。拍攝時飛機一旦升空，攝影機就無法再調整，所以劇組需要先預先設定好攝影機的角度和光圈。金博爾等人會和Topgun飛行員開簡報會議，說明飛行員要做的操作。劇組也有使用軍方的攝影人員在駕駛艙後座拍攝，不過90%的畫面仍是由雷西拍攝。
1985年9月，劇組前往法隆海軍航空站拍攝翻滾、追逐等技巧性飛行鏡頭。一些場景是用空軍的追蹤設備Cine Sextant拍攝而成，該系統最多可同時操作八個特殊的軍用攝影設備（本片使用了六個）。此攝影設備是由榴弹炮基座改裝而成，附上可360度轉動的超長焦鏡頭（達4800mm），軍方的用途是追蹤射入外太空的飛彈和武器系統。劇組用直升機將該攝影設備運到接近懸崖頂峰，由地面人員操縱。設備所在的高度足以平視戰鬥機，拍下了戰鬥機在石峰區飛行的畫面。

### 特效
電影中「耗資過鉅」或「太危險」的鏡頭由特效總監蓋瑞·古鐵爾茲（Gary Gutierrez）負責打造，此人曾操刀過《太空先鋒》並以之聞名。這些鏡頭要等到實拍的空中橋段完成後，才能由剪輯師比利·韋伯安排。墜機橋段和空戰畫面的特效由舊金山Colossal Films的數十名特效專家打造。古鐵爾茲租下一塊橫跨奧克蘭海灣的空地，用以鋼絲吊著的戰鬥機模型拍攝空戰畫面，包含飛行、開火，以及機身爆炸化為火球。團隊使用的模型包含22英寸（56）的模型組合飛機、由模型店專門打造的6英尺（1.8）飛機，還有一些9英尺（2.7）的愛好者遙控飛機，這些模型都視情況調整以求真實準確。團隊在拍攝時以真實天空為背景，並用二戰留下的造霧劑來形成雲的感覺。

### 配樂
1985年11月16日，據《告示牌》報導，哈羅德·方特梅耶將為本片譜寫配樂。他先前曾操刀辛普森與布洛克海默監製的《比佛利山警探》。電影原聲帶於1986年5月發行。

## 與現實的比對
電影中描述的Topgun是真實存在的美國海軍戰鬥機武器學校，當時位於米拉马海军陆战队航空站，本片也在該處拍攝。該學校被海軍俗稱為「Topgun」，電影將這個單詞拆成「Top Gun」，對此Topgun元老丹·彼特森推測，拆字是為了讓電影海報呈現起來比較好看。片中主角一夥人駕駛的戰鬥機為F-14雄貓式戰鬥機，F-14是於1968年專為對抗蘇聯而設計，以機動性著稱，並於1980年在電影進行首次大銀幕亮相。電影裡，在Topgun訓練中用來模擬敵機的戰鬥機為A-4天鷹式攻擊機和F-5戰鬥機，此設定符合現實。片中出現的敵機——俄製米格戰機“MiG-28”——是虛構的，拍片時是以F-5戰鬥機（特別是F-5E）代演，劇組將F-5的機身漆成黑色並畫上紅色星形圖案。
雖然劇本經過軍方的檢核，電影中對Topgun的描繪仍遭到一些相關人士指正。根據多個來源，電影中描繪Topgun成員比拚第一名的「Topgun獎盃」（Topgun trophy）制度，在現實中並不存在，編劇傑克·艾普斯二世亦承認那是為了劇情高潮而加入的要素。曾任TOP GUN教官的蓋伊·史諾德格拉斯受訪時表示，電影在很多方面都正確呈現了參與Topgun的程序和經驗，亦刻劃了Topgun充滿友誼和團隊精神的一面。但在另一方面，史諾德格拉斯稱電影渲染了角色的自尊和對競爭的渴望，而實際上的Topgun更像是各自精進的團體運動，沒有分數也沒有排名。本片的技術顧問兼前Topgun教官皮特·佩蒂格魯指出，如果Topgun獎盃存在，那麼空中事故將會層出不窮。對於米契爾身為飛行員的表現，彼特森和前Topgun指揮官希爾·古德史匹德（Hill Goodspeed）都認為米契爾太特立獨行和自以為是，不應該留在Topgun；Topgun想要的飛行員特質是謙遜且平易近人。有關電影中氣氛歡快的晚餐聚會和排球橋段，曾參與Topgun的美国国家航空航天博物馆館長克里斯多福·布朗（Christopher Browne）稱，實際上Topgun的成員相當辛苦，並沒有享樂。
在技術層面，根據Military.com的編者沃德·卡羅（Ward Carroll）指出，電影出現了數十個細節上的明顯錯誤，包含儀錶板顯現的內容與演員台詞不同，以及一些不合理的事實錯誤。在本片拍攝時實際駕駛F-14的海軍少校勞埃德·「呆瓜」·艾伯（Lloyd ″Bozo″ Abel）談到，電影中戰鬥機與戰鬥機的距離，以及戰鬥機與地面的距離都比實際來得近，如此一來才能使複數戰鬥機同時出現在畫面中。導致雷達攔截官（RIO）呆頭鵝身亡的意外據稱取材自一起真實發生在米拉马航空站的死亡事故。佩蒂格魯則指出，他有一個朋友發生過類似的意外，即戰鬥機受到前方戰鬥機的尾流影響，引擎熄火，戰鬥機陷入水平旋轉。若這發生在F-14上，機體會轉得非常快，然後要先等座艙罩脫離才能彈射，軍方建議的做法是受旋轉影響較小的RIO先彈開座艙罩，確定其脫離後再行彈射。佩蒂格魯想在電影裡描述的情況是，呆頭鵝沒等座艙罩脫離便直接彈射自己，撞到座艙罩而受到重創，而座艙罩也被撞開，使得米契爾能夠彈射。
角色原型方面，海軍王牌飞行员藍道爾·「公爵」·康寧漢聲稱米契爾的原型是他本人，媒體對此看法不一。女主角的原型是克莉絲汀·福克斯，不過福克斯當時負責開發航空母艦防禦戰術，並非Topgun的一員，更從沒和飛官談戀愛。呼號「毒蛇」（Viper）的佩蒂格魯據信是片中角色「毒蛇」麥卡佛中校的原型，他本人也在片中客串。

## 上映
1984年11月，布洛克海默稱派拉蒙影業有意將《捍衛戰士》當作1985年的聖誕節檔期巨片。本片的上映日期後來延後至1986年5月，最終定於1986年5月16日。美國電影協會將本片分為PG級，表示一些內容可能不適合兒童觀看。

### 映前
1986年2月，據稱幾部派拉蒙影業未來新片的早期口碑以正面為主，包含本片在內。據布洛克海默的說法，製片方在1986年1月底在休士頓舉行了試映，觀眾評價良好，但放映時因挑战者号航天飞机灾难剛發生兩天而反應不熱烈。

### 票房
1986年5月12日，《捍衛戰士》的首映禮於時報廣場的Loews Astor Plaza Theatre舉行。1986年5月16日，本片於美國院線上映，首周末於1028家劇院放映，收穫820萬美元排名冠軍，表現良好。第二個周末適逢亡兵紀念日的四天連假，《捍衛戰士》透過僅1075家劇院收穫940萬至950萬美元，排名第三，次於新片《眼鏡蛇》（1570萬）和《陰風怒吼》（1240萬）。前兩名的上映院數都遠多於本片，每家戲院平均收入由本片排名第一。第三個周末，本片以690萬美元躍升至亞軍，僅次於票房跌幅更大的《眼鏡蛇》（751萬）。第四個周末，本片追加在500家劇院上片，收穫823萬美元拿下冠軍，贏過新片《边缘战士》。根據統計，本片在上映前25周內都維持在周末票房前十名，並於第19周再度得到冠軍。電影在下檔前共收穫1.76億美元，是1986年全美票房冠軍。
截止至今，本片的全美票房約為1.8億美元（包含重映收入），在其他國家和地區上映估計收入1.76億美元，全球總票房約是3.57億美元。

### 重映
2011年9月，宣布《捍衛戰士》將於2012年初以3D格式重映，由Legend3D負責。3D版的四分鐘片段於阿姆斯特丹的國際廣電展首映。3D轉製工程也是東尼·史考特在2012年8月自殺身亡前參與的最後一項計畫之一。2012年12月，派拉蒙影業宣布，3D版將於2013年2月8日起在IMAX電影院上映六天。3D重映的美國國內票房為301萬美元。2021年5月14日，AMC電影院在旗下的153家杜比影院重映本片，票房收入為45萬美元。

## 迴響

### 評價
| 綜合得分       | 綜合得分 |
| 來源           | 評分     |
| -------------- | -------- |
|                | 50/100   |
| 爛番茄         | 58/100   |
| 評論得分       |          |
| 來源           | 評分     |
| 芝加哥太陽報   | [ 134 ]  |
| 芝加哥論壇報   | [ 135 ]  |
| 底特律自由新聞 | 5/10     |
| 帝國雜誌       | [ 137 ]  |
| 哈特福時事報   | [ 138 ]  |
| 棕櫚灘郵報     | [ 139 ]  |
| 費城詢問報     | [ 140 ]  |

影評匯總網站爛番茄收集76份評論文章，其中有44份給出了「新鮮」的正面評價，「新鮮度」為58%，平均得分6.10（最高10分），該網站的共識評價寫道：「本片擁有以專業視角拍下的空中鏡頭，堪稱最難忘且最令人興奮，但當片中角色沒在飛時，青少年以外的觀眾能咀嚼品味的內容少之又少。」另一網站Metacritic上收集的15篇評論中則有6篇好評，2篇差評，7篇褒貶不一，綜合評分50（最高100），表示「褒貶不一或口碑中庸」。據美國CinemaScore所進行的調查，觀眾的平均評價於A+至F間落於「A」。
本片的空中橋段獲得影評人的一致讚賞，涉及其中的攝影及剪輯也備受好評。《芝加哥論壇報》的吉恩·西斯克爾稱觀眾想必會猜想劇組是如何做到的，評論道：「《捍衛戰士》的空中飛行橋段是影史數一數二，而且有條有理。」《芝加哥太陽報》的罗杰·埃伯特讚賞戰鬥機纏鬥是《火狐狸》之後最棒的，《貝爾維爾民主新聞報》的彼得·拉森（Peter Larsen）稱空戰橋段「令觀眾不禁坐到座位邊緣」。史考特的導演表現獲得讚賞，西斯克爾稱他不只在螢幕上展現速度，還包含了操作性和策略。
電影的劇本受到不少批評。伊伯特、拉森與《底特律自由新聞》的馬丁·F·科恩（Martin F. Kohn）批評飛行以外的劇情都老套又容易預測，《奧斯汀美國政治家報》的派崔克·塔格特（Patrick Taggart）覺得劇本是由一堆陳腔濫調組成，尤其是米契爾之父的英雄設定，彷彿編劇看太多漫畫的結果。《雪薇波特時報》的蘭恩·克羅克特（Lane Crockett）認為本片禁不起仔細檢視，但優秀的空中橋段淡化了缺陷。
影評人也抨擊電影的角色塑造單薄且侷限，或者缺乏發展，《亞利桑那每日星報》的賈奇·特利（Jacqi Tully）指出片中角色從頭到尾沒有任何改變。克魯斯與麥吉莉絲的愛情戲碼被批評稱缺乏說服力。西斯克爾也指摘兩個角色的情戲「俗氣、傻蠢且帶有性別歧視」，還帶有過時的大男人主義，是片中敗筆。克羅克特覺得愛情戲打斷並弱化了動作戲。另一方面，《紐約時報》的華特·古德曼對結尾的空中大戰感到不滿意，認為情節將敵人描繪得很模糊，無法像《铁翼雄风》和《上級命令》那樣令人難忘。《洛杉磯時報》的麥可·威明頓（Michael Wilmington）形容本片描繪的戰爭彷彿迪斯科，看完就忘，拉森覺得結尾空戰不具可信度。
部分影評人認為本片商業氣息濃厚，或有募兵的意味在裡頭。特利批評全片彷彿一支MTV，劇情空洞，缺乏深度和內容。塔格特認為本片好似精明的行銷計畫，電影只有表面價值，比起藝術更像商品，無法給人留下印象。西斯克爾認為本片是為沙文主义的雷根時代所拍的「戰爭販子電影」。威明頓則覺得本片最深處的衝動與政治無關，而是性，比如說本片隱約將男飛官的性能力與駕駛能力聯繫起來，且包含許多更衣室橋段。眾演員的演出獲得普遍好評，特別是麥吉莉絲、基墨、愛德華與史基瑞。特利認為麥吉莉絲是全片焦點，克羅克特讚賞她是愛情戲成功的要件。基墨與愛德華被評為優秀配角，塔格特認為後者是本片除了空戰橋段外最值得一看的。對於克魯斯的演出，一些影評人稱讚他的魅力和表現，不過古德曼認為他沒有賦予角色更多，西斯克爾覺得他有時會被看出在演戲。哈羅德·方特梅耶的配樂也獲得讚譽。

### 獎項
註：按頒獎日期排序。
| 獎名/影展名                    | 頒獎日期      | 獎項                       | 入圍者                                                              | 結果 | 來源                    |
| ------------------------------ | ------------- | -------------------------- | ------------------------------------------------------------------- | ---- | ----------------------- |
| 全美音樂獎                     | 1987年1月26日 | 最受喜愛的流行/搖滾專輯    | 《捍衛戰士》（原聲帶）                                              | 提名 | [ 152 ] [ 153 ]         |
| 金球獎                         | 1987年1月31日 | 最佳原創配樂               | 哈羅德·方特梅耶                                                     | 提名 | [ 154 ] [ 155 ] [ 156 ] |
| 金球獎                         | 1987年1月31日 | 最佳原創歌曲               | 令我神魂顛倒，乔治·莫罗德尔作曲、湯姆·惠特洛克作詞                  | 獲獎 | [ 154 ] [ 155 ] [ 156 ] |
| 全英音樂獎                     | 1987年2月9日  | 最佳原聲帶/音樂劇錄音帶    | 《捍衛戰士》                                                        | 提名 | [ 157 ]                 |
| 葛萊美獎                       | 1987年2月24日 | 最佳流行器樂演奏           | 捍衛戰士頌歌 – 哈羅德·方特梅耶與史蒂夫·史蒂文斯                     | 獲獎 | [ 158 ] [ 159 ]         |
| 葛萊美獎                       | 1987年2月24日 | 最佳器樂作曲               | 捍衛戰士頌歌 – 哈羅德·方特梅耶                                      | 提名 | [ 158 ] [ 159 ]         |
| 葛萊美獎                       | 1987年2月24日 | 最佳男性流行歌手           | 危險區域 – 肯尼·罗根斯                                              | 提名 | [ 158 ] [ 159 ]         |
| 金膠捲獎                       | 1987年3月     | 最佳長片音效剪輯           | 《捍衛戰士》                                                        | 獲獎 | [ 160 ]                 |
| 金膠捲獎                       | 1987年3月     | 最佳長片台詞剪輯           | 《捍衛戰士》                                                        | 獲獎 | [ 160 ]                 |
| 人民选择奖                     | 1987年3月15日 | 最受喜愛的電影             | 《捍衛戰士》                                                        | 獲獎 | [ 161 ] [ 162 ]         |
| 奥斯卡金像奖                   | 1987年3月30日 | 最佳影片剪辑               | 比利·韦伯和克里斯·萊本森                                            | 提名 | [ 163 ]                 |
| 奥斯卡金像奖                   | 1987年3月30日 | 最佳原创歌曲               | 令我神魂顛倒，乔治·莫罗德尔作曲、湯姆·惠特洛克作詞                  | 獲獎 | [ 163 ]                 |
| 奥斯卡金像奖                   | 1987年3月30日 | 最佳音响                   | 唐纳德·米切尔、凯文·奥康奈尔、里克·克莱恩、威廉·开普兰              | 提名 | [ 163 ]                 |
| 奥斯卡金像奖                   | 1987年3月30日 | 最佳音效剪辑               | 西西莉婭·哈爾（Cecelia Hall）、喬治·沃特斯二世（George Watters II） | 提名 | [ 163 ]                 |
| 美国作曲家、作家和发行商协会獎 | 1987年4月22日 | 特別成就獎（賣座電影類別） | 哈羅德·方特梅耶                                                     | 獲獎 | [ 164 ]                 |
| 美国作曲家、作家和发行商协会獎 | 1987年4月22日 | 被表演最多的電影歌曲       | 令我神魂顛倒，乔治·莫罗德尔作曲、湯姆·惠特洛克作詞                  | 獲獎 | [ 164 ]                 |
| 日本電影學院獎                 | 1988年2月18日 | 最佳外語片                 | 《捍衛戰士》                                                        | 提名 | [ 165 ]                 |

## 家用媒體
本片的卡式錄影帶定於1987年3月11日在美國發行，標價26.95美元，創下主流大眾電影新低。當時全美的錄影機越來越多，約40%的家庭都有一台。但根據分析，決定銷售情況好壞的更重要因素是錄影帶的價格。《紐約時報》報導稱，其他廠商已將錄影帶售價漲至89.95美元，預期只能賣給出租店，而派拉蒙則下了賭注，以低價吸引一般民眾直接購買，而非租片。派拉蒙影片部門的主管勞勃·克林根史密斯（Robert Klingensmith）補充指出，這種低價策略只適用於《捍衛戰士》這類適合闔家娛樂的人氣電影。
為了宣傳錄影帶，派拉蒙與百事可樂合作，在第29屆葛萊美獎時播出本片與Diet Pepsi的商業合作廣告，該廣告的60秒版本亦收錄在所有《捍衛戰士》卡式錄影帶的開頭。此舉是在全國發行的錄影帶置入廣告之先例，據稱這項合作對錄影帶提供的宣傳效益相當於800萬美元，外界認為派拉蒙因為省下這筆錢才能夠壓低錄影帶售價。在正式發售的兩周前，錄影帶的預購量已超過190萬份，不僅超出預期，還打破了先前由《魔宮傳奇》創下的140萬份紀錄。至該年4月11日，錄影帶已售出280萬份，讓派拉蒙獲益4500萬美元。至5月時，銷售量達到290萬份。
1998年8月，報導稱派拉蒙將發行第一批電影DVD，《捍衛戰士》是其中之一。DVD於1998年10月20日首發，雙碟裝特別收藏版於2004年12月14日發售，包含寬銀幕和全螢幕版。2008年7月29日，派拉蒙發行了本片的藍光光碟。2013年2月19日，隨著電影以3D格式重映，派拉蒙推出3D版的藍光光碟。2020年5月，超高清蓝光光碟上市。

## 影響

### 軍方
本片上映之後，海軍募兵人數大幅增加，民眾對於海軍擁有飛官的認知也有所提升。據《紐約時報》在1986年8月報導，《捍衛戰士》和1986年美国空袭利比亚的報導促進了公眾對海軍的認知。當時是海军研究生院成員的湯姆·費蘭（Tom Phelan）回憶道：「電影很酷，因為（那時）沒有人真正知道海軍怎麼做事，特別是在航空母艦上。公眾沒機會看到那類東西。」軍事作家勞倫斯·H·蘇伊德（Lawrence H. Suid）認為，《捍衛戰士》重振了越戰失敗後美國民眾對軍隊的信心。根據海軍募兵人員的說法，那段時期的募兵情況吃緊，《捍衛戰士》的影響使他們在募兵時較少被拒絕，但他們還是要常打電話和不停奔走。洛杉磯和底特律等城市的一些影院業者向海軍提出請求，希望在有放映《捍衛戰士》的影院外設置募兵展區，讓受到該片影響的年輕觀眾去參加。對於募兵人數成長的程度，一個廣為流傳的說法是本片使1986年海軍募兵人數增加500%，但根據澳聯社在2022年進行的事實查核，實際數字應為8.3%。
1991年，海軍爆發了著艦鉤醜聞，海軍和海軍陸戰隊軍官們在非官方專題研討會期間性騷擾多名女性。人數眾多的男性軍人在會議後於拉斯維加斯西門賭場飯店招待廳失控地狂歡，許多女性在走廊或房間被染指。一些軍方人士指出，會後活動在《捍衛戰士》上映之後，逐漸變得充斥酒精和淫亂行為。調查人員和官員認為《捍衛戰士》涉及的題材是該次醜聞的一個因素，指出該片使低階軍官對自身定位產生誤解、美化海軍飛行員在年輕女性眼中的形象，並讓當事人在心理上覺得那種不當的行為是可以的。另一方面，據報導稱，Topgun認為本片與學校內講究專業精神的氛圍相牴觸，因此凡是在Topgun內引用《捍衛戰士》內容的人馬上會被罰款現金5美元。

### 文化影響
在電影界，於1991年上映的美國喜劇片《反斗神鷹》是對《捍衛戰士》的明顯戲仿，《華盛頓郵報》的影評認為，《捍衛戰士》之於《反斗神鷹》就好比《國際機場》系列電影之於《空前绝后满天飞》。1995年開播的美國電視劇《执法悍将》之製作方向是《捍衛戰士》的技術層面結合《義海雄風》的懸疑要素，也因為製作公司同為派拉蒙影業，該劇使用《捍衛戰士》等片的動作片段作為剪輯素材。2004年美國動畫片《美國賤隊：世界警察》的導演在編劇過程中研究了《捍衛戰士》等電影，《捍衛戰士》亦被影評人認為是該片戲仿的對象。2013年迪士尼卡通工作室動畫片《飛機總動員》的導演克雷·哈爾特意找上冰人和呆頭鵝的兩名演員方·基默和安東尼·愛德華，為片中的飛機角色配音。在亞洲，兩部中國大陸電影《歼十出击》（2009年）和《空天猎》（2017年）被視為模仿自《捍衛戰士》的作品。亦有媒體指出，1991年首播的日本動畫《機動戰士GUNDAM 0083：Stardust Memory》受到本片影響。另一方面，在2011年1月23日，中国中央电视台（CCTV）播出的一份關於中国人民解放军空军的報導，被中國網民指稱使用了《捍衛戰士》的一個戰鬥機爆炸鏡頭，此事受到歐美媒體報導。
本片和《保送入學》（1983年）促使雷朋太陽眼鏡的銷量激增，而本片上映後更造成了供不應求的情況。根據統計，雷朋Aviator在1986年時的年銷售量增長為4%，《捍衛戰士》上映後銷量馬上增長40%，全年銷量比前年多出25%。另一方面，1982年時「Wayfarer」款太陽眼鏡的年銷量為111000付，到了1988年時一年可賣出300萬付。本片也延續《印第安納瓊斯》系列電影帶起的飛行夾克風潮，帶動附有飛行補丁（flight patch）的夾克成為新的流行。
2008年，《帝國雜誌》將本片列為「影史500部最佳電影」的第455名。片中台詞「我感受到渴求——對速度的渴求」（I feel the need—the need for speed.）為AFI百年百大電影台詞第94名。2015年12月，美國國會圖書館認定本片是「文化、歷史和美學的顯著成就」，將之列入國家影片登記表中加以保存。

## 續集
自2010年開始，《捍衛戰士》的續集便開始進行籌備。東尼·史考特原本會回歸製作，但他在2012年自殺身亡。2014年9月，報導稱賈斯汀·馬克斯正編寫劇本。2017年5月，在《神鬼傳奇》的宣傳巡演中，湯姆·克魯斯確認《捍衛戰士》的續集將於明年開拍。同年6月，克魯斯宣布續作標題為「Top Gun: Maverick」，曾與克魯斯合作《遺落戰境》的導演約瑟夫·柯金斯基確認執導續作。方·基墨回歸飾演冰人，凱莉·麥吉莉絲則並沒有回歸。續作於2018年至2019年拍攝，上映時間因2019冠状病毒病疫情而多次拖延，最終於2022年5月27日在美國上映。續作叫好又叫座，全球票房超過14億美元，成為年度全球票房亞軍，且入圍6項奧斯卡金像獎。

## 衍生作品
- 遊戲《捍衛戰士》系列（英语：List of Top Gun video games）
- 小說《捍衛戰士》：由邁克·柯更（Mike Cogan）改寫電影劇本而成，於1986年由口袋書店出版[222]。

## 備註
註釋
1. 1986年院線上映時寫作「悍衛戰士」[8]。
2. ↑  臺灣得利影碟版譯作「捍衛小組」。
3. ↑  此為虛構戰鬥機，事實上沒有「28」這個番號。
4. ↑  臺灣最初院線上映譯「小孤牛」，得利影碟版則改譯「獨行俠」。
5. ↑  另有一說是200萬美元[42]。
6. ↑  該片段為電影開頭以危險區域為配樂的橋段。
7. ↑  見以下文獻：[134][135][138][139][140][142][143][144][145][146][147][148][149][150]
8. ↑  見以下文獻：[134][142][145][151]
9. ↑  見以下文獻：[134][138][139][149][151]
10. ↑  見以下文獻：[136][139][148][149]
11. ↑  見以下文獻：[134][135][147][149][151]
12. ↑  見以下文獻：[136][142][144][146][148][151]
13. ↑  與《小子難纏2》、《紫色姐妹花》、《異形2》和《星际旅行IV：抢救未来》的配樂家們並列[164]。
14. ↑  與《小子難纏2》的Glory of Love、《強盜爸爸》的以生見證、《法網神鷹》的Love Touch和《雙星趕月》的Sweet Freedom並列[164]。

原文
1. ↑  原文：
2. ↑  原文：
3. ↑  原文：
4. ↑  原文：
5. ↑  原文：It was cool to see because nobody really knows how the Navy operates, especially on aircraft carriers. The public doesn’t get to see that type of stuff.
6. ↑  原文：

### 引用作品
除另行註明外，以下資料皆為英文。
書籍
- 中華民國電影年鑑編輯委員會 (编).  (pdf). 臺灣: 中華民國電影發展事業基金會. 1987  [2023-06-30]. （原始内容存档 (PDF)于2022-01-07） –國家電影資料館 （中文（臺灣））.
- Block, Alex Ben; Wilson, Lucy Autrey. . London: HarperCollins. 2010. ISBN 978-0-06-177889-6 –Internet Archive.
- Macor, Alison. . Austin, Texas: University of Texas Press. 2017. ISBN 978-0-292-75945-9 –Internet Archive.
- 丹·「洋基」·彼特森（Dan "Yank" Pedersen）. . 由許劍虹翻译. 燎原出版. 2020年5月: 新北市. ISBN 978-986-98382-3-8 （中文（臺灣））.
- 布列·愛爾華（Brad Elward）. . 由艾榮翻译 初版一刷精裝. 燎原出版. 2021年6月: 新北市. ISBN 978-986-06297-3-6 （中文（臺灣））.
- Jordan, Meredith. . Citation Press. 2022. ISBN 978-1-7337874-3-7.

雜誌與期刊

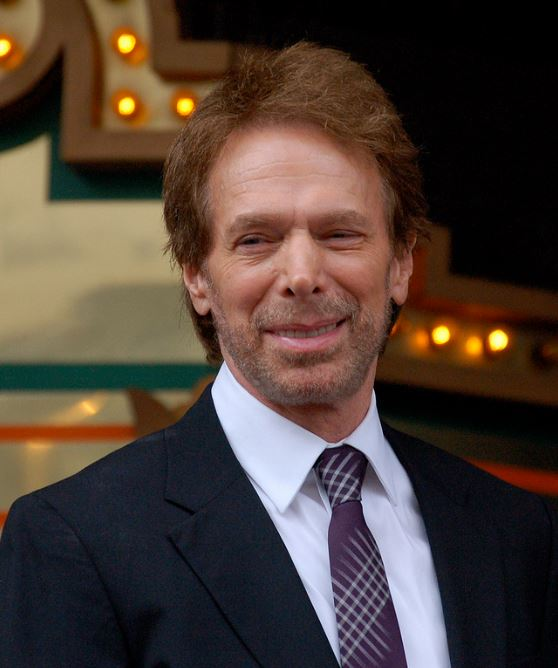
製片人傑瑞·布洛克海默讀到《加州雜誌》上的文章，並注意到其改編成電影的潛力

- Yonay, Ehud. . California magazine（英语：California magazine）. May 1983, 8 (5): 94-102, 144-147.
- Flynn, Michael D.P.  (PDF). All Hands. May 1986, (830): 20-24. （原始内容 (PDF)存档于2015-09-16）.
- Robley, Les Paul. . American Cinematographer（英语：American Cinematographer）. May 1986, 67 (5): 50-  [2023-06-27]. （原始内容存档于2023-02-25）.
- Lamar Jr., Jacob V. . Time. Vol. 128 no. 21. 1986-11-24: 30. ISSN 0040-781X.
  - 網路版：Page 1 （页面存档备份，存于）, 2 （页面存档备份，存于）
- Richman, Alan. . People. Vol. 24 no. 6. 1985-08-05: 115  [2023-03-27]. （原始内容存档于2020-11-12）.
- People Stuff. . People. Vol. 24 no. 26. 1985-12-23  [2023-03-27]. （原始内容存档于2023-03-13）.
- Boyne, Walter J.  (pdf). Air & Space Forces Magazine. Vol. 95 no. 12. 2012-12-01: 72  [2023-03-27]. （原始内容存档 (PDF)于2023-07-15）.
- Bricker, Rebecca. . People. Vol. 25 no. 19. 1986-05-12  [2023-03-27]. （原始内容存档于2023-05-11）.

影音
- Crew.  (《捍衛戰士》DVD特別收錄). Paramount Pictures. 2004.（說明：「第〇分鐘處」指的是相關內容出現在〇分鐘0秒至〇分鐘59秒之間）
  - .  事件发生在 第0分鐘～第30分鐘. 2004.
  - .  事件发生在 第30分鐘～第56分鐘. 2004.
  - .  事件发生在 第56分鐘～第85分鐘. 2004.
  - .  事件发生在 第85分鐘～第103分鐘. 2004.
  - .  事件发生在 第103分鐘～第123分鐘. 2004.
  - .  事件发生在 第123分鐘～第146分鐘. 2004.
  - .  事件发生在 第146分鐘～第147分鐘處. 2004.

### 其他資料
雜誌與期刊
- Martinez, Ed. . Cinefex（英语：Cinefex）. February 1987, (29): 52-67  [2023-06-27]. （原始内容存档于2021-12-02）.
- Cockburn, Alexander. . American Film（英语：American Film (magazine)）. June 1986, 9 (8): 28-32, 52.ProQuest 1040430684
- Turner, George. . American Cinematographer（英语：American Cinematographer）. June 1986, 67 (6): 28-33.ProQuest 2296271922

## 外部連結
- 互联网电影数据库（IMDb）上《捍衛戰士》的资料（英文）
- TCM电影资料库上《捍衛戰士》的资料（英文）
- AllMovie上《捍衛戰士》的资料（英文）
- 爛番茄上《捍衛戰士》的資料（英文）
- Box Office Mojo上《捍衛戰士》的資料（英文）
- Metacritic上《捍衛戰士》的資料（英文）
- 開眼電影網上《捍衛戰士》的資料（繁體中文）
- 豆瓣电影上《捍衛戰士》的資料 （简体中文）
- 时光网上《捍衛戰士》的資料（简体中文）